# All-Ireland Senior Football Championship 1977
L'All-Ireland Senior Football Championship 1977 fu l'edizione numero 91 del principale torneo di calcio gaelico irlandese. Dublino batté in finale Armagh ottenendo la Ventesima vittoria della sua storia.

## Semifinali
| Dublino 14 agosto 1977 | Armagh | 3-09 – 2-12 | Roscommon | Croke Park |

| Dublino 21 agosto 1977 | Dublino | 3-12 – 1-13 | Kerry | Croke Park |

| Dublino 21 agosto 1977 | Armagh | 0-15 – 0-14 | Roscommon | Croke Park |

### Finale
| Dublino 25 settembre 1977 | Dublino | 5-12 – 3-06 | Armagh | Croke Park (66542 spett.) |